# هگزاپلا

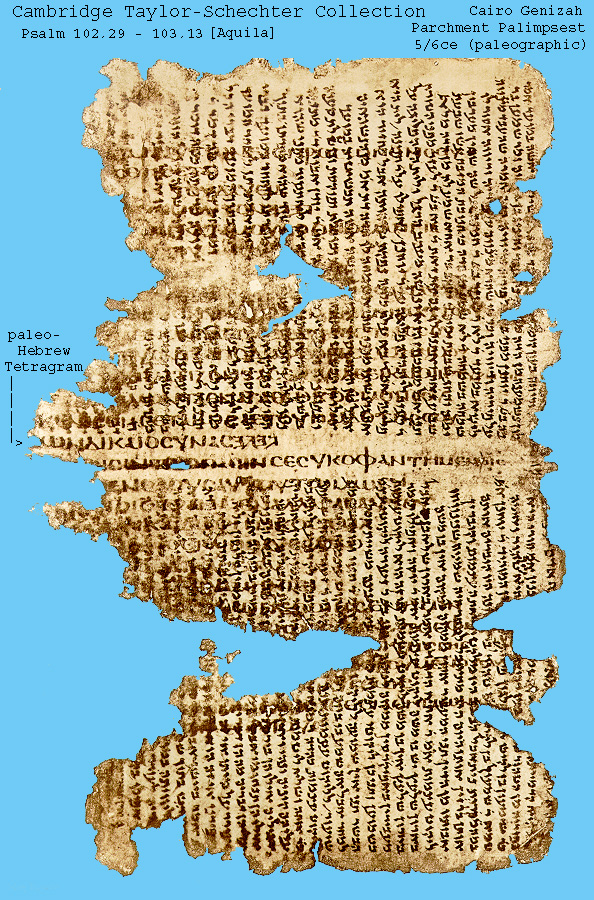
برگی از هگزاپلای گردآمده در اوریجن، نوشته‌شده با الفبای عبری

هگزاپلا یا شش‌لا(به یونانی: Ἑξαπλά) نام ویرایشی شش‌نسخه‌ای از کتاب مقدس است. به‌ویژه این نام به ویرایشی از عهد عتیق گفته می‌شود که توسط اوریگنس گردآمده‌است. شش نسخهٔ آن از این قرارند:
1. نسخهٔ عبری
2. سکوندا، نویسه‌گردانی از عبری به الفبای یونانی
3. آکیلای سینوپ
4. نسخهٔ سیماخوس
5. نسخهٔ اصلاحی هفتادگانی
6. نسخهٔ تئودوتیون

نسخهٔ اصلی این کتاب در شش هزار صفحه و ۵۰ جلد برای سده‌ها در کتابخانهٔ قیصریه نگاه‌داری می‌شد. ولی با فتح این نقطه به دست اعراب در ۶۳۸ میلادی یا سال‌های پس از آن از میان رفته‌است.